# Monthou-sur-Bièvre
Monthou-sur-Bièvre – miejscowość i gmina we Francji, w Regionie Centralnym, w departamencie Loir-et-Cher.
Według danych na rok 1990 gminę zamieszkiwały 502 osoby, a gęstość zaludnienia wynosiła 30 osób/km² (wśród 1842 gmin Centre, Monthou-sur-Bièvre plasuje się na 683. miejscu pod względem liczby ludności, natomiast pod względem powierzchni na miejscu 802.).